# Michelle Pierce
 (août 2014).
Si vous disposez d'ouvrages ou d'articles de référence ou si vous connaissez des sites web de qualité traitant du thème abordé ici, merci de compléter l'article en donnant les références utiles à sa vérifiabilité et en les liant à la section « Notes et références ».
Pour les articles homonymes, voir Pierce.
Michelle Pierce est une actrice américaine née à Palo Alto, Californie (États-Unis).

## Filmographie

### Cinéma
- 2005 : Sharkskin 6 de Trevor King : Dawn Skylar
- 2007 : Boxboarders de Rob Hedden : Tara Rockwell
- 2007 : Transformers de Michael Bay : Socialite
- 2009 : Play the Game de Marc Fienberg : Susan
- 2011 : World Invasion: Battle Los Angeles (Battle: Los Angeles) de Jonathan Liebesman : Shelly
- 2011 : Love de Kerri K. (court métrage) : Kate
- 2013 : Casting Couch de Jason Lockhart : Jordan Holliday
- 2013 : The Monkey's Paw (en) de Brett Simmons : Olivia
- 2013 : Brother's Keeper de T.J. Amato et Josh Mills : Nurse Connie Sue Smith

### Télévision
- 1991 : The Men's Room : Jaimie (saison 1, épisode 4 : The Kid Stays in the Picture)
- 2004 : Les Quintuplés : Lisa (saison 1, épisode 14 : Boobs on the Run)
- 2005 : Du côté de chez Fran : Taylor Urbanski (saison 2, épisode 15 : Ahead of the Plan with Fran)
- 2005 : Sleeper Cell : Young beauty (saison 1, épisode 5 : Soldier)
- 2005 : Des jours et des vies : Madison (3 épisodes)
- 2006 : Jake in Progress : Michelle (saison 2, épisode 11 : The Lying, the Watch, and Jake's Wardrobe)
- 2006 : Windfall : Becca (saison 1, épisode 11 : Truth Be Told)
- 2006 : Les Experts : Manhattan : Jennifer Anderson (saison 3, épisode 3 : Love Run Cold)
- 2006 : Esprits criminels : Tiffany Spears (saison 2, épisode 3 : The Perfect Storm)
- 2006 : Desperate Housewives : Tammy Sinclair (saison 3, épisode 3 : A Weekend in the Country )
- 2007 : Not Another High School Show de Mike Bender (téléfilm) : Melissa's Stepmother
- 2007 : Des jours et des vies : Jenna Powers (3 épisodes)
- 2007 : Desperate Housewives : Tammy Rowland (saison 4, épisode 5 : Art Isn't Easy )
- 2007 : The Line-Up de John Dahl (téléfilm) : Sandy
- 2009 : Les Experts : Miami : Suzanne Grady (saison 7, épisode 18 : Flight Risk)
- 2009 : Leçons sur le mariage : Amanda (saison 3, épisode 3 : Jeff's New Friend)
- 2010 : La force du destin : Jasmine (2 épisodes)
- 2011 : Les Feux de l'amour : Blondie (2 épisodes)
- 2010-2015 : NCIS : Enquêtes spéciales : Breena Slater